# Jonas Brothers: The 3D Concert Experience
Jonas Brothers: The 3D Concert Experience (br: Jonas Brothers 3D: O Show; pt: Jonas Brothers - O Concerto 3D) é um filme em 3D, que estreou nos Estados Unidos em 27 de fevereiro de 2009 e estrearia dia 8 de maio de 2009 no Brasil mas foi adiado para 29 de maio, com a participação especial das cantoras Taylor Swift e Demi Lovato. Esse é um filme feito a partir da turnê Burnin' Up, com performances da banda e bastidores. O DVD do filme-show irá ser lançado em 3 versões, o DVD com o show em 3D + Par de Óculos 3D, o DVD com o show em 2D + CD do concerto e o DVD com o show em 2D + Camiseta. Estarão disponíveis em todas as lojas a partir do dia 22 de Julho de 2009.

## Elenco
- Nick Jonas - Ele mesmo
- Joe Jonas - Ele mesmo
- Kevin Jonas - Ele mesmo
- Taylor Swift - Ela mesma
- Demi Lovato - Ela mesma
- Big Rob - Ele mesmo
- Frankie Jonas - Ele mesmo

## Músicas do filme
1. Tonight Intro
2. That's Just The Way We Roll
3. Hold On
4. BB Good
5. Goodnight and Goodbye
6. Video Girl
7. Gotta Find You
8. This Is Me (Demi Lovato & Jonas Brothers)
9. A Little Bit Longer
10. Play My Music
11. Hello Beautiful
12. Still In Love With You
13. Pushin' Me Away
14. Can't Have You
15. Should've Said No (Taylor Swift & Jonas Brothers)
16. Love Is On Its Way
17. S.O.S.
18. Live To Party
19. Burnin' Up (com Big Rob)
20. Tonight
21. Lovebug
22. Shelf
23. Play My Music
24. Live To Party

## Canções omitidas
1. "I’m Gonna Getcha Good" (cover de Shania Twain) - Disponível na trilha sonora do filme.
2. "Year 3000"
3. "When You Look Me in the Eyes"

### Nova canção
1. "Love Is on Its Way"

## Show
Músicas tocadas nos shows:

### Demi Lovato
1. "That's How You Know"
2. "La La Land"
3. "Gonna Get Caught"
4. "Until You're Mine"
5. "Party"
6. "Two Worlds Collide"
7. "Don't Forget"
8. "Get Back"

### Jonas Brothers
1. "That's Just the Way We Roll"
2. "Shelf"
3. "Hold On"
4. "BB Good"
5. "Goodnight and Goodbye"
6. "Video Girl"
7. "Gotta Find You"
8. "This Is Me" com Demi Lovato
9. "A Little Bit Longer"
10. "Letting You Down"
11. "Sorry"
12. "I´m Gonna Get´cha Good"
13. "Still In Love With You"
14. "Tonight"
15. "Year 3000"
16. "Live To Party"
17. "Pushing Me Away"
18. "Should've Said No" com Taylor Swift
19. "Hello Beautiful"
20. "Lovebug"
21. "Can't Have You"
22. "Play My Music"
23. "Burnin' Up"
24. "When You Look Me In the Eyes"
25. "S.O.S."

## Trilha sonora
A trilha sonora ao vivo do filme foi lançada em 24 de fevereiro de 2009 e dia 13 de Abril no Brasil. Debutou na posição #3 da Billboard 200.

### Faixas
| N.º | Título                                 | Compositor(es)                        | Duração |  |
| 1.  | "That's Just the Way We Roll"          | Jonas Brothers, William McAuley       | 4:06    |  |
| 2.  | "Hold On"                              | Jonas Brothers                        | 2:47    |  |
| 3.  | "BB Good"                              | Jonas Brothers, John Taylor           | 4:15    |  |
| 4.  | "Video Girl"                           | Jonas Brothers                        | 3:03    |  |
| 5.  | "This Is Me" (com Demi Lovato)         | Julie Brown, Paul Brown, Regina Hicks | 3:22    |  |
| 6.  | "Hello Beautiful"                      | Jonas Brothers                        | 3:13    |  |
| 7.  | "Pushin' Me Away"                      | Jonas Brothers                        | 3:39    |  |
| 8.  | "Should've Said No" (com Taylor Swift) | Taylor Swift                          | 4:13    |  |
| 9.  | "I'm Gonna Getcha Good"                | Robert Lange, Shania Twain            | 4:01    |  |
| 10. | "SOS"                                  | Nick Jonas                            | 2:30    |  |
| 11. | "Burnin' Up"                           | Jonas Brothers                        | 5:42    |  |
| 12. | "Tonight"                              | Jonas Brothers, Greg Garbowsky        | 3:30    |  |
| 13. | "Live to Party"                        | Jonas Brothers                        | 3:08    |  |
| 14. | "Love Is On Its Way"                   | Jonas Brothers, Kevin Jonas Sr.       | 3:43    |  |

## Seleção de Cenas
1. Despertando
2. That's Just The Way We Roll
3. Hold On
4. BB Good
5. Fanáticos!
6. Goodnight And Goodbye
7. Video Girl
8. Jonas Brothers Falsos
9. Gotta Find You
10. This Is Me
11. A Little Bit Longer
12. Play My Music
13. Hello Beautiful
14. Still in Love With You
15. Lançamento do Álbum
16. Pushin' Me Away
17. Can't Have You
18. Should've Said No
19. Love Is On It's Way
20. S.O.S.
21. Dia Ocupado!
22. Burnin'Up
23. Tonight / Créditos Finas
24. Epílogo

## Datas de estréia
- Kuwait - 26 de Fevereiro de 2009
- Espanha - 27 de Fevereiro de 2009
- EUA - 27 de Fevereiro de 2009
- Alemanha - 12 de Março de 2009
- Portugal - 19 de Março de 2009
- Singapura - 9 de Abril de 2009
- Argentina - 23 de Abril de 2009
- Islândia - 24 de Abril de 2009
- Austrália - 14 de Maio de 2009
- Brasil - 29 de Maio de 2009
- Reino Unido - 29 de Maio de 2009
- Japão - 6 de Junho de 2009[7]